# 梁迎春
梁迎春 (—2014年9月4日)，中国共产党党员，机械工程专家，哈尔滨工业大学机电工程学院教授，主要从事精密、超精密加工方面的研究工作。入选中华人民共和国教育部2008年度"长江学者"特聘教授。